# گومژوسان
گومژوسان (به لاتین: Geumjusan) یک کوه در کره جنوبی است که در کره جنوبی واقع شده‌است. گومژوسان ۵۶۹٫۲ متر بالاتر از سطح دریا واقع شده‌است.